# Ferran Calvet i Prats
Ferran Calvet i Prats   (Vilafranca del Penedès, 22 de gener de 1903 - Barcelona, 16 de juny de 1988) va ser un bioquímic català, Catedràtic de química orgànica de la Universitat de Santiago de Compostel·la i posteriorment primer catedràtic de Bioquímica a la Universitat de Barcelona. Era germà de Maria Dolors Calvet i Prats, concertista de piano, compositora, poetessa i pedagoga de renom.

## Estudis
Va fer el batxillerat a Reus on va iniciar-se en la que seria la seva professió a l'Institut de Química Aplicada on impartien classes directors d'indústries químiques. Més tard va estudiar Química a la Universitat de Barcelona, on es va llicenciar el juny de 1923. Tot seguit va començar els estudis de doctorat.
El 1925 va rebre una beca de la Real Academia de Ciencias Exactas, Física y Naturales de Madrid per fer una estada al Queen's College d'Oxford on va treballar amb F. D. Chataway. Va estar-s'hi fins al 1928, on va obtenir el títol de doctor per la universitat anglesa. L'any següent va obtenir el grau de Doctor amb el treball experimental fet a Oxford sobre la condensació fenol-aldehid, un procés amb aplicacions industrials en la fabricació de baquelita. A continuació va obtenir una beca de la Fundació Rockefeller i va anar a Múnic on va col·laborar amb H. Wieland en l'estudi de les estructures i propietats dels alcaloides, com l'estricnina, la brucina i la vomicina, publicant les seves descobertes als Liebigs Annalen. El 1930 va traslladar-se a Santiago de Compostel·la, on havia guanyat la plaça de Catedràtic de Química, i s'hi va estar fins al 1936.
Calvet va aportar un aire europeu a les formes docents, tant en la relació amb els alumnes com en la incorporació de l'esport, especialment el rugbi, dins les activitats. Políticament s'incorpora al nacionalisme gallec i redactà un estatut de la universitat.

## Guerra Civil
Durant la Guerra Civil va marxar a Edimburg i Estocolm, on va treballar amb Hans von Euler-Chelpin a l'institut de bioquímica d'Estocolm, on s'inicià en aquesta especialitat. El 1936 va ser destituït de la seva càtedra pel bàndol franquista degut a la seva vinculació republicana i nacionalista, fins i tot va estar tancat a la presó de Tui quan intentava passar a Galícia des de Portugal el 1938.
A la seva tornada a Galícia acabada la guerra va ser depurat pel règim i va haver de recórrer al sector privat, on va fundar i dirigir l'Institut Bioquímic Miguel Servet de Vigo, d'on va passar a col·laborar amb la empresa química recentment creada Zeltia a O Porriño, on també varen col·laborar altres científics depurats pel règim com Isidro Parga i Faustino Cordón. L'empresa dedicada a la indústria química va ser creada pels germans Fernández López que ostentaven el monopoli dels escorxadors i la distribució de la carn a la regió. Tot i ser col·laboradors necessaris pels colpistes del 18 de juliol, la qual cosa els va fer guanyar molts diners, les seves idees nacionalistes els portaren a crear Zeltia amb el suport de Calvet i fer d'aixopluc de bona part dels docents i científics represaliats en la postguerra. A Zeltia va ser on Faustino Cordón va descobrir la insulinasa, un enzim inactivador de la insulina.

## Recuperació de la docència
Va ser reintegrat a la càtedra de Química Orgànica de la Universitat de Salamanca el curs 1944-1945, si bé posteriorment va estar becat per la Universitat de Nova York entre 1947-1948. Va ser traslladat a la Universitat d'Oviedo l'any 1948, tot i que mai va exercir fins que el curs 1952-1953 la seva plaça va ser permutada amb el professor José Manuel Pertierra que es trobava a la Universitat de Barcelona com catedràtic de Química Tècnica. En aquesta posició va contribuir a millorar el nivell de la química tècnica per acostar-la a l'enginyeria química i l'any 1954 va tenir com a professor convidat a Barnett F. Dodge de la universitat Yale per tal d'introduir el model americà dels anys 1920-1930, centrat de forma prioritària en l'estudi de les operacions bàsiques. També va voler millorar les possibilitats d'investigació de la càtedra mirant de vincular-la, de forma infructuosa, amb el CSIC. El 1963 va aconseguir incorporar a la càtedra les assignatures de Fisicoquímica dels Processos Industrials, Química Industrial, Enginyeria Química, Metal·lúrgia, Microbiologia i Fermentacions Industrials, provinents del Doctorat Industrial.
El 1961 es va separar la càtedra de Química Orgànica i Bioquímica en dues i va aconseguir per oposició la plaça de Bioquímica.
És l'autor de desenes de publicacions científiques i director d'una vintena de tesis doctorals entre 1957 i 1978.

## Reconeixements
El 2017 es va realitzar una pel·lícula «Els fills del sol» de la seva biografia co-produïda per TV3 i TVG, protagonitzada per Pablo Derqui, Roser Tàpias, Vicky Luengo i Clara Segura.